# 露のききょう
露の ききょう（つゆのききょう、本名：新居 由樹、1962年9月13日 - ）は、日本の落語家、女優。かつて、女優としては「綾川 文代」を名乗っていたが、2013年より女優としての活動も「露のききょう」名義に統一している。MC企画、五郎兵衛事務所に所属。上方落語協会には所属していない。

## 来歴
兵庫県西宮市出身。落語家の二代目露の五郎兵衛の長女。夙川学院高等学校卒業。双子の妹はおしゃべり賛美家を名乗るアーティストの菅原早樹。妹の影響でキリスト教徒となる。後に父の五郎兵衛もクリスチャンとなっている。
幼少から父の落語会の楽屋に出入りし、1979年、女優デビュー。主に関西の舞台やNHK大阪放送局制作のドラマに出演している。父の影響で大阪にわか、漫才にも挑戦した。2001年7月には父の元に入門し「露のききょう」の名で落語活動を始めた。
クリスチャンであることから、キリスト教にまつわる噺を父や妹と共作し、「福音落語」として披露している。現在、忍ヶ丘キリスト教会（日本アドベント・キリスト教団加盟）所属。

## 主な出演
テレビドラマ
- 芋たこなんきん（NHK）
- 風のハルカ（NHK）
- だんだん（NHK）
- ウェルかめ（NHK）
- カーネーション（NHK）

映画
- 母 小林多喜二の母の物語 - 宮本百合子 役